# هشام مصباح (لاعب جودو)
هشام مصباح (ولد في 17 مارس 1982) هو لاعب جودو مصري قد حقق الميدالية البرونزية في الجودو في وزن 90 كغم في أولمبياد بكين 2008 في بكين بعد فوزه على بطل فرنسا ايف-ماثيو دافريفيلى. وهي أول ميدالية لمصر في الجودو منذ 24 عاما منذ فوز اللاعب محمد علي رشوان بالميدالية الفضية في أولمبياد لوس أنجلوس 1984.
كما يذكر أن اللاعب هشام مصباح هو بطل مصر وأفريقيا في الجودو لوزن 90 كيلو غرام حيث حصل على عدة ميداليات محلية وعربية وإفريقية.

## إنجازاته
| العام | البطولة                    | الميدالية       | صنف الوزن      |
| ----- | -------------------------- | --------------- | -------------- |
| 2012  | بطولة أفريقيا للجودو       | ميدالية ذهبية   | وزن تحت 90 كغم |
| 2011  | ألعاب عموم أفريقيا         | ميدالية ذهبية   | وزن تحت 90 كغم |
| 2009  | بطولة العالم للجودو        | ميدالية برونزية | وزن تحت 90 كغم |
| 2009  | بطولة أفريقيا للجودو       | ميدالية ذهبية   | وزن تحت 90 كغم |
| 2008  | أولمبياد بكين              | ميدالية برونزية | وزن تحت 90 كغم |
| 2008  | بطولة أفريقيا للجودو       | ميدالية فضية    | وزن تحت 90 كغم |
| 2007  | بطولة العالم للجودو        | المركز الخامس   | وزن تحت 90 كغم |
| 2007  | ألعاب عموم أفريقيا         | ميدالية ذهبية   | وزن تحت 90 كغم |
| 2006  | بطولة أفريقيا للجودو       | ميدالية ذهبية   | وزن تحت 90 كغم |
| 2005  | بطولة العالم للجودو        | المركز الخامس   | وزن تحت 90 كغم |
| 2005  | بطولة أفريقيا للجودو       | ميدالية فضية    | وزن تحت 90 كغم |
| 2005  | ألعاب البحر الأبيض المتوسط | ميدالية فضية    | وزن تحت 90 كغم |
| 2004  | بطولة أفريقيا للجودو       | ميدالية ذهبية   | وزن تحت 90 كغم |
| 2002  | بطولة أفريقيا للجودو       | ميدالية برونزية | وزن تحت 90 كغم |
| 2001  | بطولة أفريقيا للجودو       | ميدالية برونزية | وزن تحت 90 كغم |

## روابط خارجية
- هشام مصباح على موقع الفيدرالية الدولية للجودو (الإنجليزية)
- هشام مصباح على موقع JudoInside.com (الإنجليزية)
- هشام مصباح على موقع AllJudo.net (الفرنسية)
- هشام مصباح على موقع اللجنة الأولمبية الدولية (الإنجليزية)
- هشام مصباح على موقع أوليمبيديا (الإنجليزية)